# Brachysomophis
Brachysomophis – rodzaj morskich ryb węgorzokształtnych z rodziny żmijakowatych (Ophichthyidae).

## Zasięg występowania
Strefa tropikalna oceanów – Indo-Pacyfiku (wraz z Morzem Czerwonym) i wschodniego Oceanu Atlantyckiego.

## Systematyka
Rodzaj opisany przez Johanna Jakoba Kaupa w 1856. Miejscem typowym jest Tahiti (Wyspy Towarzystwa). Gatunkiem typowym jest Brachysomophis horridus.
Gatunki zaliczane do tego rodzaju:
- Brachysomophis atlanticus
- Brachysomophis cirrocheilos
- Brachysomophis crocodilinus
- Brachysomophis henshawi
- Brachysomophis longipinnis
- Brachysomophis porphyreus
- Brachysomophis umbonis